# Società Sportiva Basket Napoli 2001-2002
La Società Sportiva Basket Napoli 2001-2002, sponsorizzata Pastificio Di Nola, ha preso parte al campionato professionistico italiano di Legadue.

Ha disputato le proprie partite interne a Monterusciello, presso il PalaBleu.

## Verdetti
- Legadue:
  - stagione regolare: 3º posto su 14 squadre (21-15);
  - playoff: vittoria in finale contro Reggio Emilia (3-2);
    - promozione in Serie A.

## Roster
| Giocatori |
| --------- |

|    | Naz.                                     | Ruolo | Sportivo            | Anno | Alt. | Peso |  |
| -- | ---------------------------------------- | ----- | ------------------- | ---- | ---- | ---- |  |
| 5  | Italia (bandiera)                        | P     | Stefano Rajola      | 1972 | 185  | 82   |  |
| 8  | Italia (bandiera)                        | A     | Giuseppe Costantino | 1978 | 197  | 90   |  |
| 13 | Italia (bandiera)                        | AC    | Andrea Cessel       | 1969 | 205  | 104  |  |
| 14 | Argentina (bandiera) · Italia (bandiera) | PG    | Leandro Palladino   | 1976 | 196  | 102  |  |
| 15 | Stati Uniti (bandiera)                   | GA    | Andre Hutson        | 1979 | 203  | 105  |  |
| 20 | Stati Uniti (bandiera)                   | C     | John Turner         | 1967 | 205  | 124  |  |

| Staff tecnico                    |
| -------------------------------- |
| Allenatore: Gianfranco Lombardi  |
| dal 2 novembre Maurizio Bartocci |
| dal 20 novembre Piero Bucchi     |
| Assistente: Maurizio Bartocci    |

| Giocatori acquisiti a stagione in corso |
| --------------------------------------- |

|    | Naz.                                       | Ruolo | Sportivo                           | Anno | Alt. | Peso |  |
| -- | ------------------------------------------ | ----- | ---------------------------------- | ---- | ---- | ---- |  |
| 11 | Stati Uniti (bandiera)                     | A     | Dontae' Jones dal 4 ottobre        | 1975 | 203  | 100  |  |
| 12 | Stati Uniti (bandiera) · Italia (bandiera) | PG    | Travis Mays dal 2 novembre         | 1968 | 189  | 92   |  |
| 16 | Stati Uniti (bandiera)                     | PG    | Mike Penberthy dal 6 gennaio       | 1974 | 191  | 87   |  |
| 18 | Italia (bandiera)                          | A     | Filippo Cattabiani dal 7 gennaio   | 1970 | 200  | 89   |  |
| 14 | Stati Uniti (bandiera)                     | G     | Henry Williams dal 18 gennaio      | 1970 | 190  | 83   |  |
| 4  | Grecia (bandiera)                          | P     | Sōtīrīs Nikolaidīs dal 15 febbraio | 1974 | 185  | 82   |  |

| Giocatori ceduti a stagione in corso |
| ------------------------------------ |

|    | Naz.                   | Ruolo | Sportivo                         | Anno | Alt. | Peso |  |
| -- | ---------------------- | ----- | -------------------------------- | ---- | ---- | ---- |  |
| 11 | Stati Uniti (bandiera) | GA    | Ira Bowman fino al 10 ottobre    | 1973 | 195  | 82   |  |
| 4  | Italia (bandiera)      | G     | Franco Binotto fino al 6 gennaio | 1970 | 194  | 82   |  |
| 10 | Stati Uniti (bandiera) | P     | Jemeil Rich fino al 16 gennaio   | 1975 | 180  | 80   |  |
| 7  | Stati Uniti (bandiera) | A     | Andy Panko fino al 21 febbraio   | 1977 | 204  | 110  |  |

Legaduebasket: Dettaglio statistico